# Sharp Makuhari Building
Le Sharp Makuhari Building (シャープ幕張ビル) est un gratte-ciel de bureaux construit dans le quartier d'affaires de Makuhari situé a Chiba dans la banlieue de Tokyo. Construit en 1992, il mesure 101 mètres de hauteur pour une surface de plancher de 44 520 m2.
Il abrite des locaux de la société d'électronique Sharp.
L'immeuble a été conçu par la société Shimizu Construction Company.